# São Luiz do Purunã
São Luiz do Purunã é um distrito do município brasileiro de Balsa Nova, no estado do Paraná. De acordo com o Instituto Brasileiro de Geografia e Estatística (IBGE), sua população no ano de 2010 era de 1 147 habitantes.